# Witte krodde
De witte krodde (Thlaspi arvense) is een eenjarige plant die behoort tot de kruisbloemenfamilie (Brassicaceae).
Deze plant, die een hoogte kan bereiken van 10 tot 50 cm, heeft een rechtopgaande en niet vertakte stengel met pijlvormige, getande bladeren. Hij bloeit van mei tot juli en heeft witte bloemen die in een tros aan de top van de stengel groeien. Zijn vrucht is hartvormig met vleugeltjes, uitgerand aan de top. De zaden hebben concentrische ribbels.
Witte krodde heeft een voorliefde voor akkerland, open wegbermen en ruigten en komt in heel Europa en grote delen van Azië voor.